# 帰りたくなったよ
「帰りたくなったよ」（かえりたくなったよ）は、いきものがかりの楽曲。自身の9作目のシングルとして、エピックレコードジャパンからCDシングル・デジタル・ダウンロードで2008年4月16日に発売された。

## 解説
- 前作「花は桜 君は美し」から約2か月半ぶりに発売された2008年第2弾シングル。初回仕様限定盤には特典として「いきものカード004」「『BLEACH The 3rd Phantom』スペシャルカード」が封入されている。
- 2曲ともにタイアップが付いており、タイアップ作品の公開・発売に先駆けてのリリースとなった[注釈 1]。また、いきものがかりの作品では初めてジャケットの表にメンバーが写っていないものとなっている。

## 収録曲
1. 帰りたくなったよ （6:05）
  - 作詞・作曲：水野良樹 / 編曲：島田昌典

東宝配給映画『砂時計』主題歌、『アイフルホーム』CMソング。映画のために書き下ろされたバラードナンバー[1]。
テレビ神奈川『saku saku』 2008年4月度エンディングテーマ
曲のタイトルや歌詞の内容からライブでは中盤から終盤にかけて演奏されることがほとんどで、初のアリーナツアー「いきものがかりの みなさん、こんにつあー!! 2010 〜なんでもアリーナ!!!〜」ではアンコールのラストで演奏された。
PVは横浜アイランドタワー旧横浜銀行本店別館内で撮影されており、メンバーやオーケストラの演奏をバックに吉岡が歌う様子を一切カットなしの長回しで映し続けるという独特なもので、映像の最初と最後には砂時計が映されるなどタイアップ作品を意識した演出となっている。また、『砂時計』公開後は映画の画像と元の映像とが交互に映されるバージョンも公開されている。なお、このPVのみ水野はアコースティック・ギターを使用している。
『こんにつあー!! 2008 LIVE ver.』が2008年10月15日に発売されたシングル「プラネタリウム」のカップリングとして収録されているほか、『My song Your song』にはボーナス・トラックとしてこの曲のアコースティック・バージョンが収録されている。
2009年1月から2010年12月まで放送されていた「いきものがかり吉岡聖恵のオールナイトニッポン」では、この曲がエンディングソングとしてフルコーラスに近い長さで流されていた。
水野は自身が制作した最も自信のある楽曲としてこの曲を挙げているほか[2][3]、吉岡も「絶対に名曲になると思った」と語っている[4]。また、編曲を担当した島田は自らが手がけたいきものがかりの曲で最も自信がある曲とコメントしているほか[5]、音楽プロデューサーの小林武史は「本当にいい曲。個人的には、今年のフェス（ap bank fes '09）を"この曲を演った年"として記憶するっていうくらいに大きかった」とこの曲を絶賛している[6]。
2. 残り風 （5:13）
  - 作詞・作曲：山下穂尊 / 編曲：板垣祐介、湯浅篤

Nintendo DS用ソフト『BLEACH The 3rd Phantom』テーマ曲。
3. 帰りたくなったよ -instrumental-
4. 残り風 -instrumental-
カップリング曲のインストゥルメンタル・バージョンが収録されるのは本作が初となる[注釈 2]。

## 収録アルバム
- My song Your song（#1）
- いきものばかり〜メンバーズBESTセレクション〜（#1・#2）
- バラー丼（#1）

## カバー
- マーティ・フリードマン（2009年5月20日発売のギターインストカバーアルバム『TOKYO JUKEBOX』収録）
- 河村隆一（2012年8月8日発売のカバーアルバム『THE VOICE II』収録）
- 鈴木雅之（2019年2月27日発売のシングル『ラブ・ドラマティック』収録）
- ピンキーポップヘップバーン、花鋏キョウ、獅子神レオナ、AZKi、御伽原江良、童田明治、エルセとさめのぽき、戌亥とこ（2019年11月2日発売のカバーアルバム『IMAGINATION vol.2』収録[7]）